# Compañero Y Compañera
Compañero Y Compañera was een talkshow op de Filipijnse televisie dat juridisch advies gaf aan armen. De show werd een groot succes en zorgde ervoor dat presentator Renato Cayetano bekend werd bij het brede publiek. Deze populariteit kon hij goed gebruiken bij de verkiezingen van 1998 toen hij zich verkiesbaar stelde voor een zetel in de Filipijnse Senaat. Ook toen hij tot senator was gekozen, werd het het programma nog uitgezonden.

## Geschiedenis
De show werd van 1996 tot 1998 uitgezonden op ABS-CBN. De presentatoren waren Renato Cayetano en Gel Santos-Relos. Santos-Relos werd na een tijd vervangen door actrice en comédienne Tessie Tomas. Toen Cayetano aankondigde dat hij zich verkiesbaar stelde als senator stopte de show. Later in 1998 werd de show voortgezet op GMA Network met Cayetano en actrice en nieuwslezeres Ali Sotto als presentatoren. In 2000 werd de show verplaatst, ditmaal naar Radio Philippines Network, waar het nog tot 2001 uitgezonden werd met actrice Nanette Medved als co-host van senator Cayetano.

## Trivia
- In de tijd dat de show op ABS-CBN en GMA Network werd uitgezonden, was er ook een radio-editie.